# Станіслав Опалінський
Станіслав Опалі́нський (пол. Stanisław Opaliński; 1647 —2 червня 1704) — державний і військовий діяч, урядник Королівства Польського в Речі Посполитій.

## Життєпис
Походив зі впливового магнатського роду Опалінських гербу Лодзя. Молодший син Лукаша Опалінського, великого маршалка коронного, і Ізабели Тенчинської. Народився 1647 року. У 1662 році після смерті батька разом з братом Яном і сестрою Софією розділив родинний спадок, отримавши міста Ритв'яни і Рудники. Згодом одружився з Маріанною Дзюлянкою, як посаг отримав село Щека.
У 1676 році обирається від опатовського сеймику (з Сандомирського воєводства) на коронаційний сейм Яна III Собеського. Того ж  року відзначився в обороні міста Станіслава від турецько-татарського війська. Згодом отримав староство новокорчинське. У 1673 році на чолі загону вершників брав участь у битвах біля Підгайців та Другій Хотинській битві.
У 1682 році після смерті брата Яна успадкував володіння Лубніце, Оґлендув, Сташув, Клода, Руда, Тукленч і Конемлоти, а також староство гузовське.
У 1683 році спорядив власним коштом 1200 жовнірів, з якими брав участь у Віденській битві проти османів.
Приблизно на початку 1690-х років помирає дружина Опалінського. 1697 року від Сандомирського воєводства обирається на елекційний сейм, де підтримав Августа Саксонського на трон Речі Посполитої. 1698 року одружився з удовою підляського воєводи Вацлава Лещинського, але та померла наступного року. Після цього захопився морськими подорожами, під час однієї з яких помер 1704 року.

## Родина
1. Дружина — Маріанна Дзюланка.
Дітей не було.
2. Дружина — Софія Христина, донька Кшиштофа Опалінського, познанського воєводи.
Дітей не було.